# QBZ-191
El fusil automático QBZ-191 (en chino, 191式自动步枪; pinyin, Yāo jiǔ yāo Shì Zìdòng Bùqiāng) es un fusil de asalto chino que dispara el cartucho intermedio 5,8 × 42 mm, diseñado y fabricado por Norinco como un fusil reglamentario de nueva generación para el Ejército Popular de Liberación (EPL) y la Policía Armada Popular (PAP). La designación «QBZ» del fusil significa «arma ligera (Qīng Wŭqì) - fusil (Bùqiāng) - automático (Zìdòng)».
El nuevo fusil se desveló formalmente en el desfile militar del 70.º aniversario de la República Popular China el 1 de octubre de 2019, donde apareció en manos de las Fuerzas Terrestres del EPL y la PAP.

## Historia

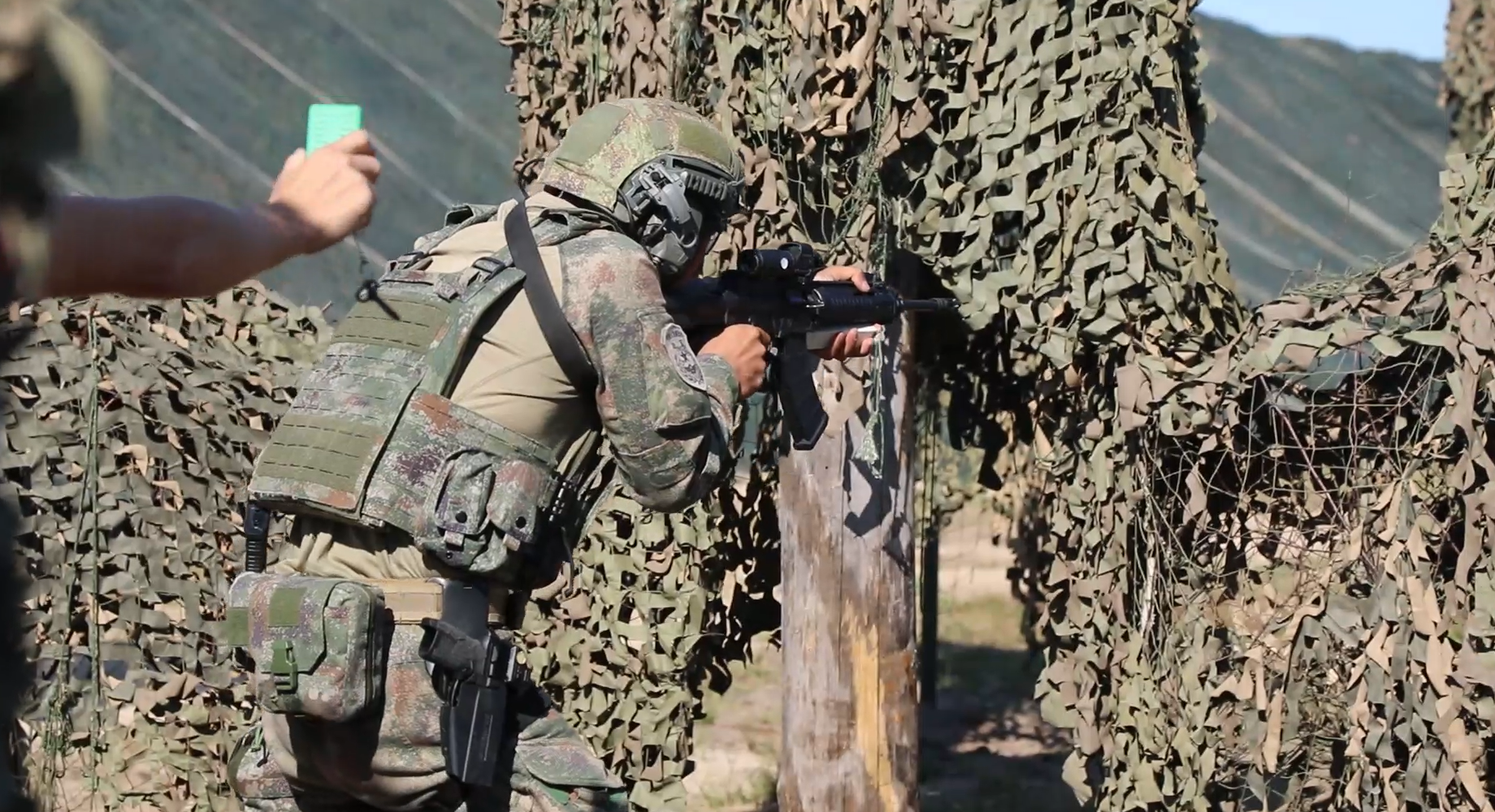
Un soldado de las Fuerzas Terrestres del EPL armado con un fusil QBZ-191 durante los International Army Games de 2021.

El Ejército chino inició el desarrollo de fusiles de diseño convencional en 2014 con múltiples fabricantes implicados en el proceso de desarrollo y licitación. Varios prototipos de la nueva plataforma armamentística se filtraron por Internet en 2016 y 2017.
El fusil QBZ-191 fue diseñado por el Instituto de Investigación 208 de Norinco, que también diseñó el fusil de asalto QBZ-95. Según el director del Instituto de Investigación 208, el QBZ-191 forma parte del nuevo «Sistema Integrado de Combate del Soldado» (单兵综合作战系统), cuyo objetivo es renovar el equipo de infantería del EPL.
El QBZ-191 se anunció por primera vez en el desfile nacional chino de 2019 y fue reemplazando gradualmente a la familia de fusiles QBZ-95 en el servicio militar chino. El QBZ-191 incluye varias mejoras destinadas a resolver los problemas insatisfactorios, como la ergonomía, de la plataforma Tipo 95.

## Diseño
En comparación con el QBZ-95 bullpup, el QBZ-191 emplea una configuración convencional con una ergonomía muy mejorada, aptitudes ambidiestras y mayor fiabilidad en diferentes entornos. La plataforma cuenta con varias longitudes de cañón y configuraciones de guardamanos. Las tripulaciones de los vehículos llevaban una versión de carabina más corta durante el desfile de 2019.
El fusil QBZ-191 incluye un riel Picatinny completo en la parte superior y viene por defecto con las nuevas miras prismáticas diurnas 3× llamadas QMK-152 y QMK-171A, aunque también hay disponible una mira térmica. La versión de tirador va equipada con una nueva mira de francotirador de baja potencia 4-15× conocida como QMK-191, y también se le puede fijar la mira digital de visión nocturna/térmica IR5118. El fusil también incluye miras de hierro de repuesto que se pueden plegar si no se están usando. El armazón principal se divide en dos cajones de mecanismos, superior e inferior, los cuales están hechos de aleaciones de aluminio y conectados por dos pasadores, mientras que el guardamanos, la empuñadura y la culata retráctil están hechos de polímero. El guardamanos tiene disposiciones adicionales a las 3, 6 y 9 en punto que permiten la instalación selectiva de pequeñas partes de rieles Picatinny a través de los orificios para tornillos, de modo que se puedan colocar diversos accesorios como linternas, miras láser, empuñaduras y bípodes. La palanca de carga oscilante está situada en el lado derecho, mientras que el retén del cerrojo se encuentra a la izquierda, sobre la abertura del cargador «rock-and-lock» (primero se engancha la parte delantera del cargador y luego se introduce la trasera). El arma cuenta con un diseño de recarga accionada por gas de pistón de carrera corta con un cerrojo rotativo.
El fusil tiene una ergonomía mejorada: una culata ajustable de cuatro posiciones, un selector de tiro ambidiestro y una palanca de retención del cargador extendida situada justo delante del guardamonte para permitir las recargas rápidas o facilitar la manipulación con guantes. El nuevo cargador de polímero cuenta con un acabado superficial rediseñado para mejorar el agarre y una ventanilla transparente para comprobar la cantidad de cartuchos. También se pueden fijar una bayoneta y un silenciador al arma.
Según los medios chinos, el fusil QBZ-191 dispara el 5,8 × 42 mm patentado por China con una munición DBP-191 rediseñada que tiene un mejor rendimiento balístico en distancias medias y largas. El fusil se ha diseñado en tres variantes: una versión de fusil estándar con un cañón de 368,3 mm, una versión de carabina con un cañón de 266,7 mm y una versión de fusil de tirador designado de cañón largo llamada QBU-191. El QBZ-191 estándar tiene una cadencia de tiro en fuego automático de 750 disparos por minuto. El modo de tiro automático se mantiene en el fusil de tirador designado QBU-191, que podría configurarse fácilmente como un arma ligera de apoyo con un cargador de tambor.

## Variantes
QBZ-191
Fusil de asalto con un cañón de 368,3 mm.
QBZ-192
Variante de carabina con un cañón de 266,7 mm.
QBU-191
Fusil de tirador designado con un alcance efectivo de 800 m, dotado de un cañón largo y pesado de flotación libre, un guardamanos extendido, un cargador de caja de treinta cartuchos y una mira telescópica QMK-191 de aumento variable (4-15×).  Se conserva el selector de tiro con modo automático en el fusil de tirador, lo que mejora su capacidad de contención.

## Usuarios
- China
  - Ejército Popular de Liberación
  - Policía Armada Popular